# Bahía Ajax
Bahía Ajax (en inglés: Ajax Bay) es un establecimiento en ruinas de las islas Malvinas, situado en proximidades del cerro Campito, frente al asentamiento de San Carlos. Se encuentra en la costa noroeste de la isla Soledad, en la bahía Ajax del brazo San Carlos, un fiordo del extremo norte del estrecho de San Carlos.
Fue principalmente una planta de refrigeración construida por el CDC Group en la década de 1950, grupo que también fue responsable del desarrollo de Puerto Santa Eufemia. Se construyó con la finalidad de congelar carne de cordero de las islas, pero resultó ser una actividad económicamente inviable. Algunas de las casas prefabricadas del establecimiento fueron trasladadas a Puerto Argentino/Stanley.
Durante la guerra de las Malvinas la primera cabeza de puente británica se estableció en el brazo San Carlos. Bahía Ajax fue uno de los tres puntos de desembarco, denominado en código playa roja  (Red Beach) como parte de Operación Sutton. El establecimiento de Bahía Ajax fue utilizado como un hospital militar por los británicos durante la guerra, y tras el 14 de junio sirvió para alojar algunos prisioneros argentinos de alto rango. 

## Galería

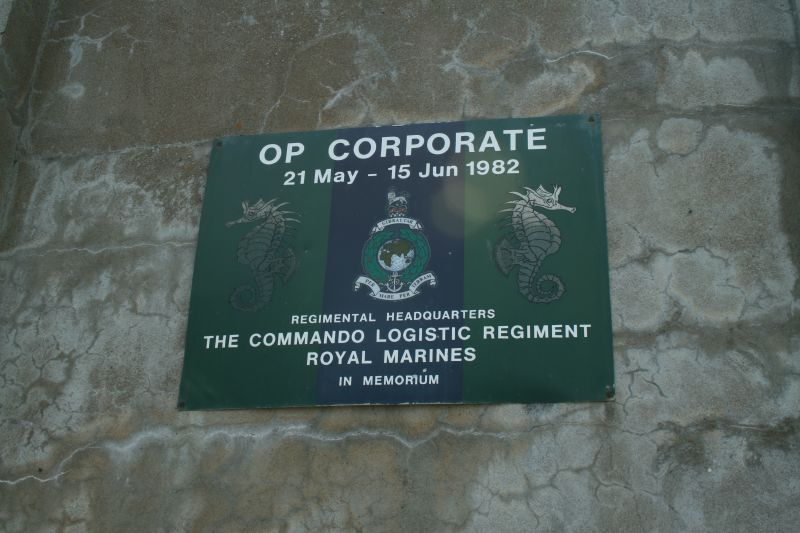
Placa conmemorativa al Comando Logístico Británico
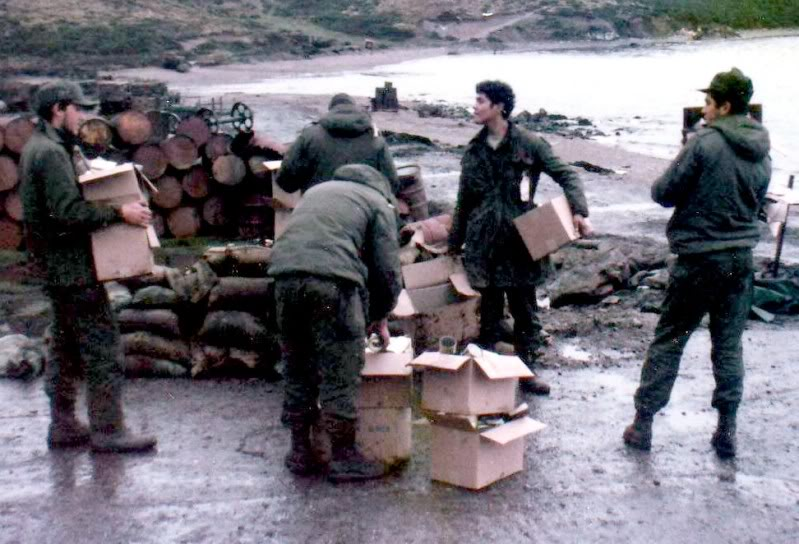
Prisioneros de guerra argentinos haciendo limpieza.
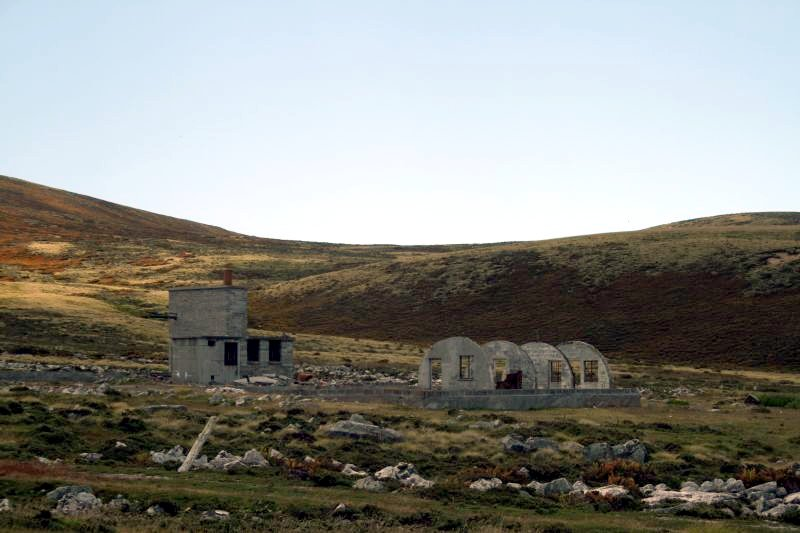
Algunos de los edificios restantes de la planta congeladora .
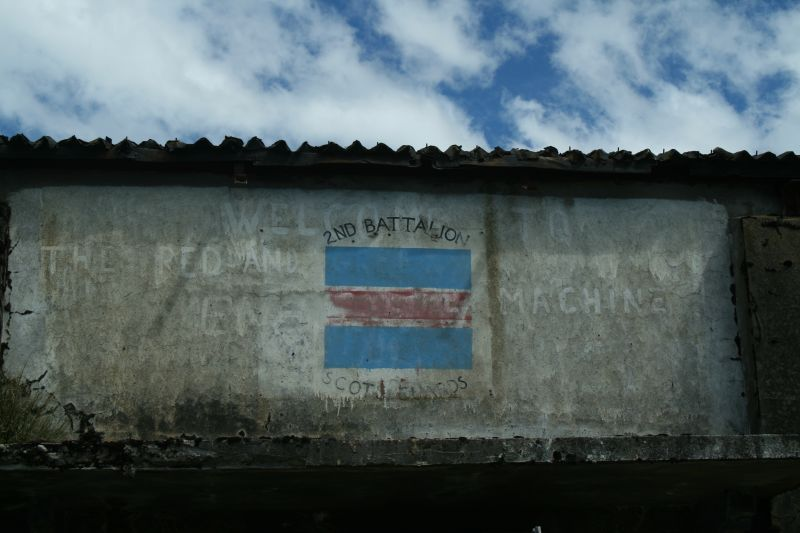
Cara posterior del edificio mostrando un grafiti hecho en 1982
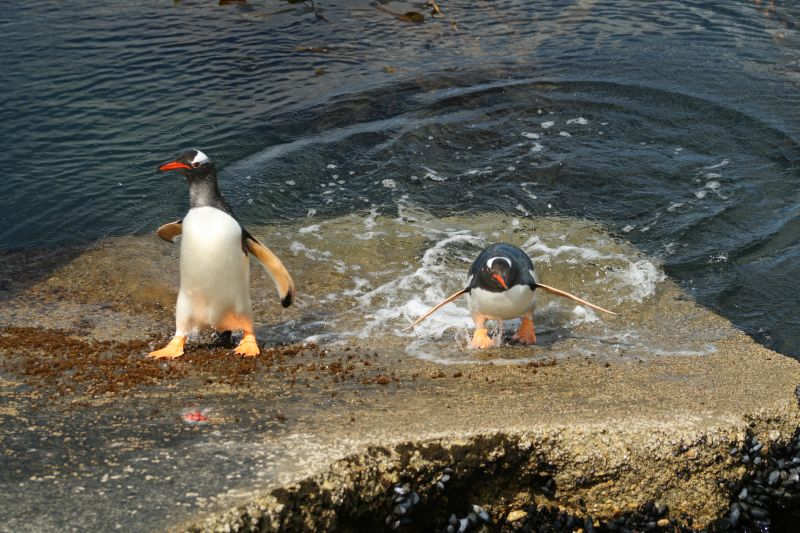
Pingüinos, los residentes actuales de bahía Ajax
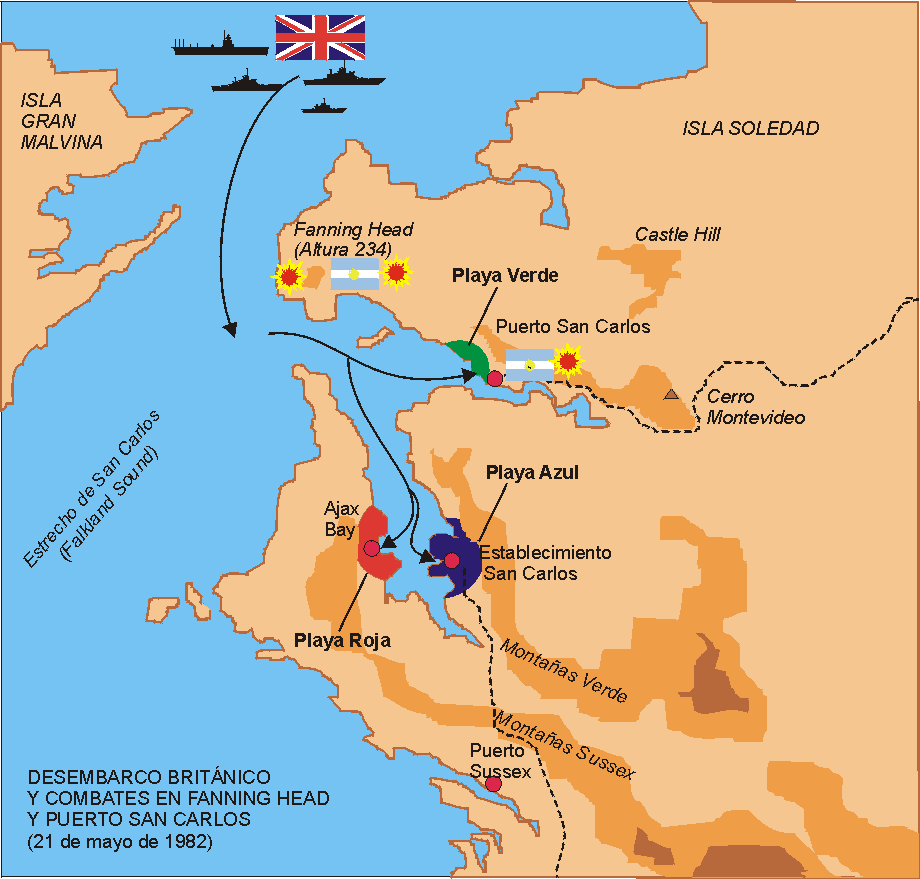
Combate en la localidad y sus alrededores